# Sant Salvador del Bosc
Sant Salvador del Bosc, o de Montsec és una església romànica del segle xi, situada a més de 1.200 m d'altitud, en un replanet del Bosc de Llimiana, en ple Montsec de Rúbies. Pertany al terme municipal de Llimiana, del Pallars Jussà.
Malgrat ser clarament romànica, no està documentada fins al 1758, quan consta com a capella de Santa Maria de Llimiana. Per la seva situació, sobretot, ha fet pensar a alguns estudiosos en el rastre d'un santuari precristià en aquest lloc.
És d'una sola nau, coberta amb una volta de canó molt irregular que insinua un arc apuntat. Un arc presbiteral comunica la nau amb l'absis semicircular de llevant. L'única obertura del temple és la porta, a ponent, i no té cap mena d'ornamentació com tampoc la resta de l'església. És tota arrebossada, part de dins i part de fora, però els llocs on ha caigut deixa veure un aparell molt senzill i rústec.
L'absis semicircular s'aixeca sobre les restes d'un absis anterior, carrat, possiblement del segle x.

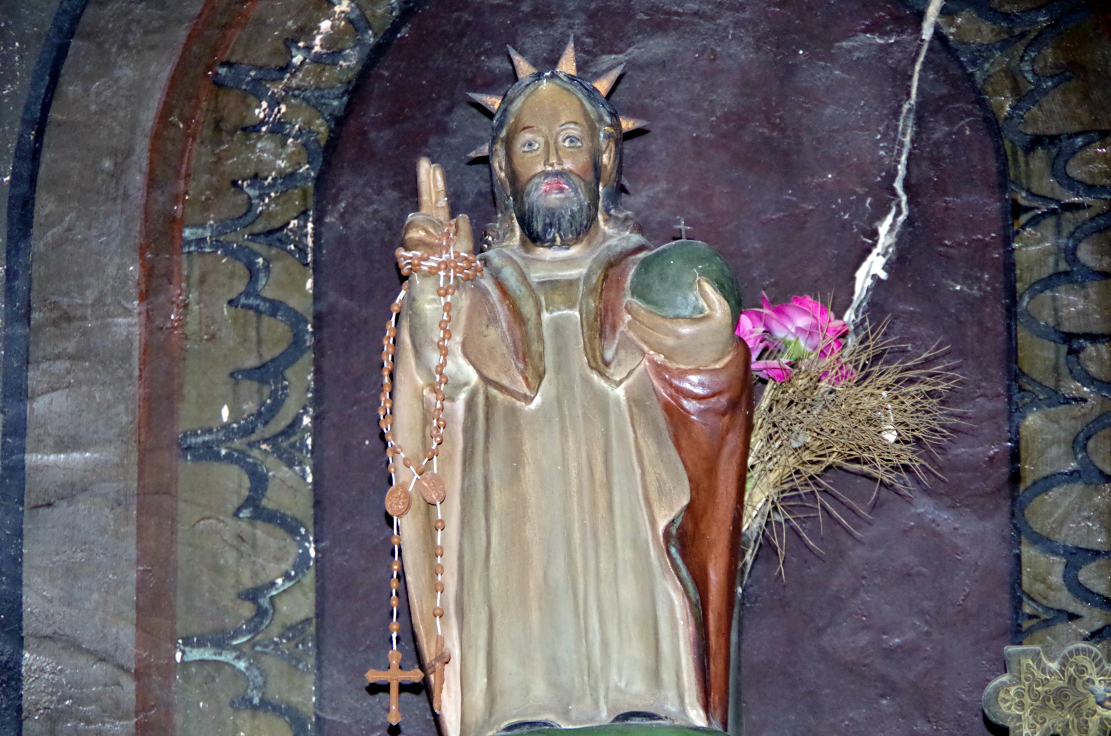
Imatge de fusta de Sant Salvador del Bosc.

Entre les festes celebrades al terme de Llimiana, cal comptar amb la desapareguda de l'Aplec de Sant Miquel a l'Hostal Roig. Tot i que aquest indret és dins del terme veí de Gavet de la Conca, la fira de bestiar que s'hi celebrava anava acompanyada de l'Aplec del Sant del Bosc (o Sant Salvador del Bosc), ermita que sí que és en terme de Llimiana. S'hi pujava a migdia del darrer diumenge de setembre pel camí de les Cent Corbes. Tanmateix, no sempre es feu en aquesta data, ja que Pascual Madoz, que passà per Llimiana el 1847 el situa el 25 d'abril.
Sant Salvador del Bosc té llegenda pròpia: un pastor trobà en aquest lloc una imatge de sant Salvador. La portà a l'església de Llimiana, i la posaren en una capella; l'endemà, havia desaparegut. La tornaren a trobar al mateix lloc del primer dia, i tantes vegades com la baixaren a Llimiana, tantes reaparegué en el bosc del vessant septentrional del Montsec de Rúbies. Finalment, decidiren deixar-la on l'havien trobada, en una capella feta expressament en aquell lloc.